# Paralephana nigripalpis
Paralephana nigripalpis là một loài bướm đêm trong họ Noctuidae.